# 维耶拉 (上比利牛斯省)
维耶拉（法語：Viella，法語發音：[vjɛla]）是法国上比利牛斯省的一个市镇，属于阿热莱斯加佐斯特区。

## 地理
维耶拉（42°52'36"N, 0°0'51"E）面积3.14 平方千米，位于法国奧克西塔尼大區上比利牛斯省，该省份为法国西南部内陆省份，北至热尔省，西接大西洋比利牛斯省，南与西班牙接壤，东临上加龙省。
与维耶拉接壤的市镇（或旧市镇、城区）包括：维耶伊、贝特普埃、埃斯泰尔、吕兹-圣索沃尔。

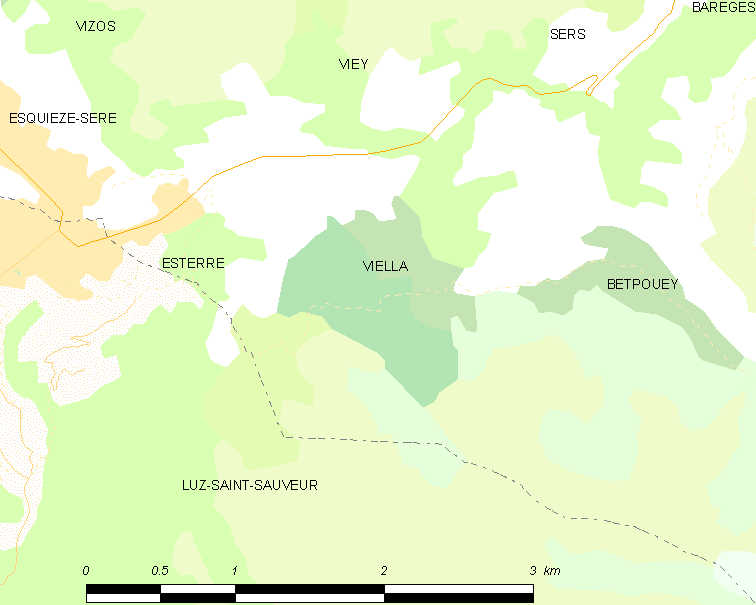
的OSM定位图

维耶拉的时区为UTC+01:00、UTC+02:00（夏令时）。

## 行政
维耶拉的邮政编码为65120，INSEE市镇编码为65463。

## 政治
维耶拉所属的省级选区为激流谷县。

## 人口

1962-2008年间人口变化图示

维耶拉于2022年1月1日时的人口数量为83人。